# Người Brasil
Người Brasil (tiếng Bồ Đào Nha: brasileiros, IPA: [bɾaziˈlejɾus]) là công dân của Brasil. Người Brasil cũng có thể là người được sinh ra ở nước ngoài cho cha mẹ hoặc người giám hộ hợp pháp của Brasil cũng như một người có quốc tịch Brasil. Brasil là một xã hội đa sắc tộc, có nghĩa là nó là quê hương của những người có nhiều nguồn gốc dân tộc khác nhau. Kết quả là, phần lớn người Brasil không đánh đồng quốc tịch của họ với dân tộc của họ, thường ôm ấp và tán thành cả hai cùng một lúc.
Trong thời kỳ sau khi thuộc địa của Brasil thuộc lãnh thổ Bồ Đào Nha, trong phần lớn thế kỷ XVI, từ "người Brasil" được trao cho các thương gia Bồ Đào Nha của Brasilwood, chỉ định tên của nghề như vậy, vì cư dân của vùng đất này, trong hầu hết trong số họ, người bản địa hoặc Bồ Đào Nha sinh ra ở Bồ Đào Nha, hoặc trong lãnh thổ hiện nay được gọi là người Brasil. Tuy nhiên, từ lâu trước khi nền độc lập của Brasil, vào năm 1822, cả ở Brasil và Bồ Đào Nha, người ta thường được coi là người dịu dàng của Brasil đối với một người, thường là người gốc Bồ Đào Nha, cư dân hoặc gia đình cư trú tại bang Brasil (1530-1815), thuộc Đế quốc Bồ Đào Nha. Trong suốt cuộc đời của Vương quốc Liên hiệp Bồ Đào Nha, Brasil và Algarve (1815-1822), tuy nhiên, đã có sự nhầm lẫn về danh pháp.

## Lịch sử
Quốc gia Brasil phát triển về mặt tổng quát trong các hoạt động thuộc địa của Bồ Đào Nha ở Nam Mỹ (1500–1822), vì vậy người Brasil là thành phần lớn nhất trong văn hóa Mỹ Latinh và là những người Neo-La Mã lớn nhất. Chi phối và từ giữa thế kỷ 20. Tiếng Bồ Đào Nha thực tế là ngôn ngữ duy nhất của người Brasil. Gần đây, các nhóm người Brasil quan trọng di cư sang các nước khác trên thế giới, chủ yếu tới Mỹ, Canada, Anh, Bồ Đào Nha, Tây Ban Nha,...v.v Người Brasil trên toàn thế giới được phân biệt bởi sự đa dạng chủng tộc đặc biệt với sự gắn kết văn hóa và ngôn ngữ nội bộ dựa trên một hỗn hợp đồng nhất phức tạp của các yếu tố không đồng nhất.
Brasil được hình thành bằng cách trộn dân số người ngoài hành tinh trong nhiều thế kỷ XVI-XX (chủ yếu là tiếng Bồ Đào Nha) với người bản địa-Ấn Độ (bộ tộc nhóm Tupi Guarani, cùng et al.) Và thế kỉ XVI-XIX xuất khẩu sang châu Phi làm nô lệ (Yoruba, Bantu, Ewe, Ashanti, Hausa,... v.v). Cho đến cuối thế kỷ 17, do số lượng phụ nữ gốc Bồ Đào Nha rất ít, phần lớn dân số có một gốc ghép hỗn hợp từ hôn nhân của người Bồ Đào Nha với phụ nữ địa phương, chủ yếu là người Tupi.... Từ giữa thế kỷ 19, các nhóm người Ý, người Tây Ban Nha, người Ba Lan, và những người khác cũng di cư đến Brasil và trong thế kỷ 20, người Nhật, người Trung Quốc, người dần dần đồng hóa. Trong nền văn hóa của những người Brasil hiện đại ở phía bắc của đất nước, nhiều yếu tố của văn hóa Ấn Độ vẫn còn, ở phía đông bắc châu Phi, trong các  yếu tố phía nam châu Âu thống trị. Trong nhân học người Brasil thuộc về đa dạng, một phần lớn của các loại hỗn hợp chủng tộc: metises, nước da ngâm mgâm,... v.v. Bắc chiếm ưu thế thuộc về hắc chủng yếu tố, phía nam châu Âu.